# Interlands Hongaars voetbalelftal 1930-1939
Deze pagina toont een chronologisch en gedetailleerd overzicht van de interlands die het Hongaars voetbalelftal heeft gespeeld in de periode 1930 – 1939.

## Interlands

### 1930
|                                                                       |                                                |       |                               |                                                                                          |
| 13 april Vriendschappelijk № 140 «onderlinge duels» 15:00 uur (UTC+1) | Zwitserland                                    | 2 – 2 | Hongarije                     | Sportanlagen Rankhof, Bazel Toeschouwers: 20.000 Scheidsrechter: Albert Prince-Cox (ENG) |
| 13 april Vriendschappelijk № 140 «onderlinge duels» 15:00 uur (UTC+1) | Willy Baumeister 7' Rudolf Ramseyer 34' (pen.) |       | 37' Géza Toldi 63' Géza Toldi | Sportanlagen Rankhof, Bazel Toeschouwers: 20.000 Scheidsrechter: Albert Prince-Cox (ENG) |

|                                                                    |                          |       |                  |                                                                                 |
| 1 mei Vriendschappelijk № 141 «onderlinge duels» 16:30 uur (UTC+1) | Tsjecho-Slowakije        | 1 – 1 | Hongarije        | Letenský Stadion, Praag Toeschouwers: 24.000 Scheidsrechter: Per Andersen (NOR) |
| 1 mei Vriendschappelijk № 141 «onderlinge duels» 16:30 uur (UTC+1) | Antonín Hojer 73' (pen.) |       | 3' Ferenc Hirzer | Letenský Stadion, Praag Toeschouwers: 24.000 Scheidsrechter: Per Andersen (NOR) |

|                                                                                                |           |                                                  |        |                                                                                      |
| 11 mei Centraal-Europese Internationale Beker 1927-1930 № 142 «onderlinge duels» 16:00 (UTC+1) | Hongarije | 0 – 5                                            | Italië | Üllői úti stadion, Boedapest Toeschouwers: 40.000 Scheidsrechter: Peco Bauwens (GER) |
| 11 mei Centraal-Europese Internationale Beker 1927-1930 № 142 «onderlinge duels» 16:00 (UTC+1) |           | 17', 65', 70' Meazza 72' Magnozzi 84' Costantino |        | Üllői úti stadion, Boedapest Toeschouwers: 40.000 Scheidsrechter: Peco Bauwens (GER) |

|                                                                     |                                  |       |                      |                                                                                              |
| 1 juni Vriendschappelijk № 143 «onderlinge duels» 17:30 uur (UTC+1) | Hongarije                        | 2 – 1 | Oostenrijk           | Hungária Körúti Stadion, Boedapest Toeschouwers: 20.000 Scheidsrechter: Willem Eijmers (NED) |
| 1 juni Vriendschappelijk № 143 «onderlinge duels» 17:30 uur (UTC+1) | Vilmos Kohut 5' József Turay 56' |       | 90' Josef Adelbrecht | Hungária Körúti Stadion, Boedapest Toeschouwers: 20.000 Scheidsrechter: Willem Eijmers (NED) |

|                                                                     |                                                                       |       |                                           |                                                                             |
| 8 juni Vriendschappelijk № 144 «onderlinge duels» 17:30 uur (UTC+1) | Hongarije                                                             | 6 – 2 | Nederland                                 | Üllői Út, Boedapest Toeschouwers: 14.000 Scheidsrechter: Peco Bauwens (GER) |
| 8 juni Vriendschappelijk № 144 «onderlinge duels» 17:30 uur (UTC+1) | József Turay 15', 56' István Avar 40', 44', 69' (pen.) Géza Toldi 53' |       | 48' Evert van der Heijden 90' Gep Landaal | Üllői Út, Boedapest Toeschouwers: 14.000 Scheidsrechter: Peco Bauwens (GER) |

|                                                                           |                                       |       |                                      |                                                                                    |
| 21 september Vriendschappelijk № 145 «onderlinge duels» 16:00 uur (UTC+1) | Oostenrijk                            | 2 – 3 | Hongarije                            | Hohe Wartestadion, Wenen Toeschouwers: 40.000 Scheidsrechter: Albino Carraro (ITA) |
| 21 september Vriendschappelijk № 145 «onderlinge duels» 16:00 uur (UTC+1) | Franz Weselik 26' Fritz Gschweidl 60' |       | 27', 79' József Turay 30' Pál Titkos | Hohe Wartestadion, Wenen Toeschouwers: 40.000 Scheidsrechter: Albino Carraro (ITA) |

|                                                                           |                                                                                       |       |                             |                                                                                             |
| 28 september Vriendschappelijk № 146 «onderlinge duels» 15:00 uur (UTC+1) | Duitsland                                                                             | 5 – 3 | Hongarije                   | Stadion am Ostragehege, Dresden Toeschouwers: 41.500 Scheidsrechter: Lauritz Andersen (DEN) |
| 28 september Vriendschappelijk № 146 «onderlinge duels» 15:00 uur (UTC+1) | Richard Hofmann 59', 86' Ludwig Hofmann 61', 86' Hannes Ludwig 73' Ludwig Lachner 78' |       | 29', 35', 40' József Takács | Stadion am Ostragehege, Dresden Toeschouwers: 41.500 Scheidsrechter: Lauritz Andersen (DEN) |

|                                                                         |               |       |                     |                                                                                            |
| 26 oktober Vriendschappelijk № 147 «onderlinge duels» 14:00 uur (UTC+1) | Hongarije     | 1 – 1 | Tsjecho-Slowakije   | Hungária Körúti Stadion, Boedapest Toeschouwers: 12.000 Scheidsrechter: Peco Bauwens (GER) |
| 26 oktober Vriendschappelijk № 147 «onderlinge duels» 14:00 uur (UTC+1) | Pál Titkos 1' |       | 48' Jindřich Šoltys | Hungária Körúti Stadion, Boedapest Toeschouwers: 12.000 Scheidsrechter: Peco Bauwens (GER) |

### 1931
| |                                                |       |                           |                                                                                 |
| 22 maart Centraal-Europese Internationale Beker 1931-1932 № 148 «onderlinge duels» 16:00 uur (UTC+1) | Hongarije                                      | 3 – 3 | Tsjecho-Slowakije         | Letenský Stadion, Praag Toeschouwers: 26.700 Scheidsrechter: Peco Bauwens (GER) |
| 22 maart Centraal-Europese Internationale Beker 1931-1932 № 148 «onderlinge duels» 16:00 uur (UTC+1) | František Svoboda 35', 66' František Junek 45' |       | 11', 33', 53' István Avar | Letenský Stadion, Praag Toeschouwers: 26.700 Scheidsrechter: Peco Bauwens (GER) |

| |                                                                                   |       |                       |                                                                                                  |
| 12 april Centraal-Europese Internationale Beker 1931-1932 № 149 «onderlinge duels» 16:30 uur (UTC+1) | Hongarije                                                                         | 6 – 2 | Zwitserland           | Hungária Körúti Stadion, Boedapest Toeschouwers: 25.000 Scheidsrechter: Rinaldo Barlassina (ITA) |
| 12 april Centraal-Europese Internationale Beker 1931-1932 № 149 «onderlinge duels» 16:30 uur (UTC+1) | István Avar 3', 71', 87' Gábor Szabó 35' (pen.) Jenő Kalmár 75' Mihály Táncos 76' |       | 4', 8' André Abegglen | Hungária Körúti Stadion, Boedapest Toeschouwers: 25.000 Scheidsrechter: Rinaldo Barlassina (ITA) |

|                                                                                                   |            |       |           |                                                                                 |
| 3 mei Centraal-Europese Internationale Beker 1931-1932 № 150 «onderlinge duels» 17:00 uur (UTC+1) | Oostenrijk | 0 – 0 | Hongarije | Hohe Wartestadion, Wenen Toeschouwers: 43.000 Scheidsrechter: René Mercet (SUI) |
| 3 mei Centraal-Europese Internationale Beker 1931-1932 № 150 «onderlinge duels» 17:00 uur (UTC+1) |            |       |           | Hohe Wartestadion, Wenen Toeschouwers: 43.000 Scheidsrechter: René Mercet (SUI) |

|                                                                     |                                                        |       |                      |                                                                                       |
| 21 mei Vriendschappelijk № 151 «onderlinge duels» 16:30 uur (UTC+1) | Joegoslavië                                            | 3 – 2 | Hongarije            | Stadion Beogradski SK, Belgrado Toeschouwers: 12.000 Scheidsrechter: Emil Göbel (AUT) |
| 21 mei Vriendschappelijk № 151 «onderlinge duels» 16:30 uur (UTC+1) | Blagoje Marjanović 19' Ivan Hitrec 55' Leo Lemešić 83' |       | 35', 50' István Avar | Stadion Beogradski SK, Belgrado Toeschouwers: 12.000 Scheidsrechter: Emil Göbel (AUT) |

|                                                                           |                                                  |       |                   |                                                                             |
| 20 september Vriendschappelijk № 152 «onderlinge duels» 14:00 uur (UTC+1) | Hongarije                                        | 3 – 0 | Tsjecho-Slowakije | Üllői Út, Boedapest Toeschouwers: 18.000 Scheidsrechter: Peco Bauwens (GER) |
| 20 september Vriendschappelijk № 152 «onderlinge duels» 14:00 uur (UTC+1) | József Turay 10' István Avar 16' Jenő Kalmár 32' |       |                   | Üllői Út, Boedapest Toeschouwers: 18.000 Scheidsrechter: Peco Bauwens (GER) |

| |                                           |       |                       |                                                                                            |
| 4 oktober Centraal-Europese Internationale Beker 1931-1932 № 153 «onderlinge duels» 15:00 uur (UTC+1) | Hongarije                                 | 2 – 2 | Oostenrijk            | Hungária Körúti Stadion, Boedapest Toeschouwers: 32.000 Scheidsrechter: Peco Bauwens (GER) |
| 4 oktober Centraal-Europese Internationale Beker 1931-1932 № 153 «onderlinge duels» 15:00 uur (UTC+1) | Gábor P. Szabó 42' (pen.) Illés Spitz 65' |       | 56', 86' Karl Zischek | Hungária Körúti Stadion, Boedapest Toeschouwers: 32.000 Scheidsrechter: Peco Bauwens (GER) |

|                                                                         |                                     |       |                |                                                                                   |
| 8 november Vriendschappelijk № 154 «onderlinge duels» 14:00 uur (UTC+1) | Hongarije                           | 3 – 1 | Zweden         | Üllői Út, Boedapest Toeschouwers: 13.000 Scheidsrechter: Rinaldo Barlassina (ITA) |
| 8 november Vriendschappelijk № 154 «onderlinge duels» 14:00 uur (UTC+1) | Illés Spitz 3' István Avar 34', 56' |       | 9' Sven Rydell | Üllői Út, Boedapest Toeschouwers: 13.000 Scheidsrechter: Rinaldo Barlassina (ITA) |

| |                                     |       |               |                                                                                  |
| 13 december Centraal-Europese Internationale Beker 1931-1932 № 155 «onderlinge duels» 14:30 uur (UTC+1) | Italië                              | 3 – 2 | Hongarije     | Stadio Filadelfia, Turijn Toeschouwers: 40.000 Scheidsrechter: René Mercet (SUI) |
| 13 december Centraal-Europese Internationale Beker 1931-1932 № 155 «onderlinge duels» 14:30 uur (UTC+1) | Libonatti 22' Orsi 56' Cesarini 90' |       | 53', 60' Avar | Stadio Filadelfia, Turijn Toeschouwers: 40.000 Scheidsrechter: René Mercet (SUI) |

### 1932
|                                                                          |        |       |           |                                                                                          |
| 19 februari Vriendschappelijk № 156 «onderlinge duels» 15:00 uur (UTC+2) | Egypte | 0 – 0 | Hongarije | Prins Farouk Stadion, Caïro Toeschouwers: 6.500 Scheidsrechter: Rinaldo Barlassina (ITA) |
| 19 februari Vriendschappelijk № 156 «onderlinge duels» 15:00 uur (UTC+2) |        |       |           | Prins Farouk Stadion, Caïro Toeschouwers: 6.500 Scheidsrechter: Rinaldo Barlassina (ITA) |

|                                                                       |                   |       |                                                   |                                                                               |
| 20 maart Vriendschappelijk № 157 «onderlinge duels» 16:00 uur (UTC+1) | Tsjecho-Slowakije | 1 – 3 | Hongarije                                         | Letná Stadion, Praag Toeschouwers: 26.000 Scheidsrechter: Sophus Hansen (DEN) |
| 20 maart Vriendschappelijk № 157 «onderlinge duels» 16:00 uur (UTC+1) | Josef Silný 51'   |       | 64' József Turay 65' István Závodi 71' Géza Toldi | Letná Stadion, Praag Toeschouwers: 26.000 Scheidsrechter: Sophus Hansen (DEN) |

|                                                                       | |       |                                 |                                                                                   |
| 24 april Vriendschappelijk № 158 «onderlinge duels» 17:00 uur (UTC+1) | Oostenrijk | 8 – 2 | Hongarije                       | Hohe Wartestadion, Wenen Toeschouwers: 60.000 Scheidsrechter: Alfred Birlem (GER) |
| 24 april Vriendschappelijk № 158 «onderlinge duels» 17:00 uur (UTC+1) | Matthias Sindelar 3' Matthias Sindelar 13' Matthias Sindelar 31' Toni Schall 33' Toni Schall 50' Fritz Gschweidl 52' Toni Schall 70' Toni Schall 73' |       | 14' László Cseh 44' László Cseh | Hohe Wartestadion, Wenen Toeschouwers: 60.000 Scheidsrechter: Alfred Birlem (GER) |

|                                                                                                   |                  |       |                |                                                                                             |
| 8 mei Centraal-Europese Internationale Beker 1931-1932 № 159 «onderlinge duels» 17:00 uur (UTC+1) | Hongarije        | 1 – 1 | Italië         | Hungária Körúti Stadion, Boedapest Toeschouwers: 40.000 Scheidsrechter: Sophus Hansen (DEN) |
| 8 mei Centraal-Europese Internationale Beker 1931-1932 № 159 «onderlinge duels» 17:00 uur (UTC+1) | Toldi 44' (pen.) |       | 4' Constantino | Hungária Körúti Stadion, Boedapest Toeschouwers: 40.000 Scheidsrechter: Sophus Hansen (DEN) |

| |                                                             |       |                       |                                                                                |
| 19 juni Centraal-Europese Internationale Beker 1931-1932 № 160 «onderlinge duels» 16:00 uur (UTC+1) | Zwitserland                                                 | 3 – 1 | Hongarije             | Wankdorf-Stadion, Bern Toeschouwers: 20.000 Scheidsrechter: Stanley Rous (ENG) |
| 19 juni Centraal-Europese Internationale Beker 1931-1932 № 160 «onderlinge duels» 16:00 uur (UTC+1) | Willy von Känel 47' Raymond Passello 64' André Abegglen 81' |       | 79' (e.d.) Max Weiler | Wankdorf-Stadion, Bern Toeschouwers: 20.000 Scheidsrechter: Stanley Rous (ENG) |

| |                               |       |                   |                                                                            |
| 18 september Centraal-Europese Internationale Beker 1931-1932 № 161 «onderlinge duels» 16:00 uur (UTC+1) | Hongarije                     | 2 – 1 | Tsjecho-Slowakije | Üllői Út, Boedapest Toeschouwers: 25.000 Scheidsrechter: Otto Olsson (SWE) |
| 18 september Centraal-Europese Internationale Beker 1931-1932 № 161 «onderlinge duels» 16:00 uur (UTC+1) | Géza Toldi 78' Pál Titkos 81' |       | 73' Antonín Puč   | Üllői Út, Boedapest Toeschouwers: 25.000 Scheidsrechter: Otto Olsson (SWE) |

|                                                                        |                                 |       |                                                                |                                                                                   |
| 2 oktober Vriendschappelijk № 162 «onderlinge duels» 15:30 uur (UTC+1) | Hongarije                       | 2 – 3 | Oostenrijk                                                     | Üllői Út, Boedapest Toeschouwers: 28.000 Scheidsrechter: Rinaldo Barlassina (ITA) |
| 2 oktober Vriendschappelijk № 162 «onderlinge duels» 15:30 uur (UTC+1) | Jenő Kalmár 30' Károly Déri 47' |       | 39' (e.d.) Ferenc Borsányi 54' Heinrich Müller 61' Georg Braun | Üllői Út, Boedapest Toeschouwers: 28.000 Scheidsrechter: Rinaldo Barlassina (ITA) |

|                                                                         |                                  |       |                   |                                                                                              |
| 30 oktober Vriendschappelijk № 163 «onderlinge duels» 14:00 uur (UTC+1) | Hongarije                        | 2 – 1 | Duitsland         | Hungária körúti stadion, Boedapest Toeschouwers: 15.000 Scheidsrechter: Albino Carraro (ITA) |
| 30 oktober Vriendschappelijk № 163 «onderlinge duels» 14:00 uur (UTC+1) | Károly Déri 11' József Turay 80' |       | 71' Richard Malik | Hungária körúti stadion, Boedapest Toeschouwers: 15.000 Scheidsrechter: Albino Carraro (ITA) |

|                                                                          |                                                                 |       |                                        |                                                                               |
| 27 november Vriendschappelijk № 164 «onderlinge duels» 14:30 uur (UTC+1) | Italië                                                          | 4 – 2 | Hongarije                              | San Siro, Milaan Toeschouwers: 32.000 Scheidsrechter: William Bangerter (SUI) |
| 27 november Vriendschappelijk № 164 «onderlinge duels» 14:30 uur (UTC+1) | Raimundo Orsi 26', 35' Giuseppe Meazza 52' Giovanni Ferrari 79' |       | 40' (pen.) Béla Bihámy 86' Imre Markos | San Siro, Milaan Toeschouwers: 32.000 Scheidsrechter: William Bangerter (SUI) |

### 1933
|                                                                       |                 |       |           |                                                                                     |
| 29 januari Vriendschappelijk № 165 «onderlinge duels» 15:00 uur (UTC) | Portugal        | 1 – 0 | Hongarije | Estádio do Lumiar, Lissabon Toeschouwers: 15.000 Scheidsrechter: Ramón Melcón (ESP) |
| 29 januari Vriendschappelijk № 165 «onderlinge duels» 15:00 uur (UTC) | Artur Pinga 58' |       |           | Estádio do Lumiar, Lissabon Toeschouwers: 15.000 Scheidsrechter: Ramón Melcón (ESP) |

|                                                                         |                       |       |                                |                                                                                       |
| 5 maart Vriendschappelijk № 166 «onderlinge duels» 14:30 uur (UTC+0:20) | Nederland             | 1 – 2 | Hongarije                      | Olympisch Stadion, Amsterdam Toeschouwers: 30.000 Scheidsrechter: John Langenus (BEL) |
| 5 maart Vriendschappelijk № 166 «onderlinge duels» 14:30 uur (UTC+0:20) | Jan van den Broek 24' |       | 37' Béla Bihámy 73' Pál Teleky | Olympisch Stadion, Amsterdam Toeschouwers: 30.000 Scheidsrechter: John Langenus (BEL) |

|                                                                       |                                  |       |                   |                                                                                                 |
| 19 maart Vriendschappelijk № 167 «onderlinge duels» 16:00 uur (UTC+1) | Hongarije                        | 2 – 0 | Tsjecho-Slowakije | Hungária körúti stadion, Boedapest Toeschouwers: 25.000 Scheidsrechter: William Bangerter (SUI) |
| 19 maart Vriendschappelijk № 167 «onderlinge duels» 16:00 uur (UTC+1) | József Turay 22' László Cseh 71' |       |                   | Hungária körúti stadion, Boedapest Toeschouwers: 25.000 Scheidsrechter: William Bangerter (SUI) |

|                                                                       |                 |       |                      |                                                                                   |
| 30 april Vriendschappelijk № 168 «onderlinge duels» 17:00 uur (UTC+1) | Hongarije       | 1 – 1 | Oostenrijk           | Üllői út, Boedapest Toeschouwers: 38.000 Scheidsrechter: Rinaldo Barlassina (ITA) |
| 30 april Vriendschappelijk № 168 «onderlinge duels» 17:00 uur (UTC+1) | Imre Markos 85' |       | 35' Johann Ostermann | Üllői út, Boedapest Toeschouwers: 38.000 Scheidsrechter: Rinaldo Barlassina (ITA) |

|                                                                     |                                                                              |       |                                  |                                                                                       |
| 2 juli Vriendschappelijk № 169 «onderlinge duels» 19:15 uur (UTC+1) | Zweden                                                                       | 5 – 2 | Hongarije                        | Olympisch Stadion, Stockholm Toeschouwers: 18.569 Scheidsrechter: Sophus Hansen (DEN) |
| 2 juli Vriendschappelijk № 169 «onderlinge duels» 19:15 uur (UTC+1) | Erik Persson 49' Holger Karlsson 56' Lennart Bunke 58', 89' John Nilsson 65' |       | 20' György Sárosi 57' Géza Toldi | Olympisch Stadion, Stockholm Toeschouwers: 18.569 Scheidsrechter: Sophus Hansen (DEN) |

| |                                                 |       |             |                                                                                                 |
| 17 september Centraal-Europese Internationale Beker 1933-1935 № 170 «onderlinge duels» 15:30 uur (UTC+1) | Hongarije                                       | 3 – 0 | Zwitserland | Hungária Körúti Stadion, Boedapest Toeschouwers: 17.000 Scheidsrechter: Hans Frankenstein (AUT) |
| 17 september Centraal-Europese Internationale Beker 1933-1935 № 170 «onderlinge duels» 15:30 uur (UTC+1) | István Avar 7', 77' Severino Minelli 66' (e.d.) |       |             | Hungária Körúti Stadion, Boedapest Toeschouwers: 17.000 Scheidsrechter: Hans Frankenstein (AUT) |

|                                                                        |                                     |       |                                  |                                                                                  |
| 1 oktober Vriendschappelijk № 171 «onderlinge duels» 15:30 uur (UTC+1) | Oostenrijk                          | 2 – 2 | Hongarije                        | Praterstadion, Wenen Toeschouwers: 60.000 Scheidsrechter: Francesco Mattea (ITA) |
| 1 oktober Vriendschappelijk № 171 «onderlinge duels» 15:30 uur (UTC+1) | Heinrich Müller 15' Toni Schall 34' |       | 82' István Avar 85' Gyula Polgár | Praterstadion, Wenen Toeschouwers: 60.000 Scheidsrechter: Francesco Mattea (ITA) |

| |           |           |        |                                                                                      |
| 22 oktober Centraal-Europese Internationale Beker 1933-1935 № 172 «onderlinge duels» 15:00 uur (UTC+1) | Hongarije | 0 – 1     | Italië | Üllői úti stadion, Boedapest Toeschouwers: 38.000 Scheidsrechter: Stanley Rous (ENG) |
| 22 oktober Centraal-Europese Internationale Beker 1933-1935 № 172 «onderlinge duels» 15:00 uur (UTC+1) |           | 43' Borel |        | Üllői úti stadion, Boedapest Toeschouwers: 38.000 Scheidsrechter: Stanley Rous (ENG) |

### 1934
|                                                                          |                       |       |                                                                         |                                                                              |
| 25 maart WK 1934 kwalificatie № 174 «onderlinge duels» 15:30 uur (UTC+2) | Bulgarije             | 1 – 4 | Hongarije                                                               | Atletiekpark, Sofia Toeschouwers: 10.000 Scheidsrechter: Denis Xifando (ROU) |
| 25 maart WK 1934 kwalificatie № 174 «onderlinge duels» 15:30 uur (UTC+2) | Dimitar Baykushev 27' |       | 29' György Sárosi 61' (pen.) Gábor Szabó 88' Géza Toldi 89' Imre Markos | Atletiekpark, Sofia Toeschouwers: 10.000 Scheidsrechter: Denis Xifando (ROU) |

|                                                                       |                                                                        |       |                       |                                                                                  |
| 15 april Vriendschappelijk № 175 «onderlinge duels» 16:30 uur (UTC+1) | Oostenrijk                                                             | 5 – 2 | Hongarije             | Hohe Wartestadion, Wenen Toeschouwers: 55.000 Scheidsrechter: Gustav Krist (TCH) |
| 15 april Vriendschappelijk № 175 «onderlinge duels» 16:30 uur (UTC+1) | Karl Zischek 6' Rudolf Viertl 21' Toni Schall 30' Josef Bican 59', 73' |       | 1', 28' György Sárosi | Hohe Wartestadion, Wenen Toeschouwers: 55.000 Scheidsrechter: Gustav Krist (TCH) |

| |                                 |       |                        |                                                                                     |
| 29 april Centraal-Europese Internationale Beker 1933-1935 № 176 «onderlinge duels» 17:00 uur (UTC+1) | Tsjecho-Slowakije               | 2 – 2 | Hongarije              | Letenský Stadion, Praag Toeschouwers: 30.000 Scheidsrechter: Francesco Mattea (ITA) |
| 29 april Centraal-Europese Internationale Beker 1933-1935 № 176 «onderlinge duels» 17:00 uur (UTC+1) | Jiří Sobotka 2' Antonín Puč 42' |       | 30', 56' György Sárosi | Letenský Stadion, Praag Toeschouwers: 30.000 Scheidsrechter: Francesco Mattea (ITA) |

|                                                                          |                                           |       |                      |                                                                                                 |
| 29 april WK 1934 kwalificatie № 177 «onderlinge duels» 17:00 uur (UTC+1) | Hongarije                                 | 4 – 1 | Bulgarije            | Hungária Körúti Stadion, Boedapest Toeschouwers: 10.000 Scheidsrechter: Hans Frankenstein (AUT) |
| 29 april WK 1934 kwalificatie № 177 «onderlinge duels» 17:00 uur (UTC+1) | Gábor Szabó 9', 58' József Solti 60', 73' |       | 61' Vladimir Todorov | Hungária Körúti Stadion, Boedapest Toeschouwers: 10.000 Scheidsrechter: Hans Frankenstein (AUT) |

|                                                                     |                                   |       |                 |                                                                                   |
| 10 mei Vriendschappelijk № 178 «onderlinge duels» 18:30 uur (UTC+1) | Hongarije                         | 2 – 1 | Engeland        | Üllői Út, Boedapest Toeschouwers: 35.000 Scheidsrechter: Rinaldo Barlassina (ITA) |
| 10 mei Vriendschappelijk № 178 «onderlinge duels» 18:30 uur (UTC+1) | István Avar 56' György Sárosi 69' |       | 84' Fred Tilson | Üllői Út, Boedapest Toeschouwers: 35.000 Scheidsrechter: Rinaldo Barlassina (ITA) |

| Wereldkampioenschap voetbal 1934 |
| -------------------------------- |

|                                                                        |                                                         |       |                            |                                                                                               |
| 27 mei WK 1934 Eerste ronde № 179 «onderlinge duels» 16:00 uur (UTC+1) | Hongarije                                               | 4 – 2 | Egypte                     | Stadio Giorgio Ascarelli, Napels Toeschouwers: 9.000 Scheidsrechter: Rinaldo Barlassina (ITA) |
| 27 mei WK 1934 Eerste ronde № 179 «onderlinge duels» 16:00 uur (UTC+1) | Pál Teleky 12' Géza Toldi 20', 61' Jenő Vincze 51' [[]] |       | 31', 39' Abdulrahman Fawzi | Stadio Giorgio Ascarelli, Napels Toeschouwers: 9.000 Scheidsrechter: Rinaldo Barlassina (ITA) |

|                                                                       |                                    |       |                          |                                                                                        |
| 31 mei WK 1934 Kwartfinale № 180 «onderlinge duels» 16:30 uur (UTC+1) | Oostenrijk                         | 2 – 1 | Hongarije                | Stadio Littoriale, Bologna Toeschouwers: 14.000 Scheidsrechter: Francesco Mattea (ITA) |
| 31 mei WK 1934 Kwartfinale № 180 «onderlinge duels» 16:30 uur (UTC+1) | Johann Horvath 7' Karl Zischek 51' |       | 60' (pen.) György Sárosi | Stadio Littoriale, Bologna Toeschouwers: 14.000 Scheidsrechter: Francesco Mattea (ITA) |

|  |  |  |  |  |  |  |  |  |

| |                                       |       |                  |                                                                                                  |
| 7 oktober Centraal-Europese Internationale Beker 1933-1935 № 181 «onderlinge duels» 15:00 uur (UTC+1) | Hongarije                             | 3 – 1 | Oostenrijk       | Hungária Körúti Stadion, Boedapest Toeschouwers: 33.000 Scheidsrechter: Rinaldo Barlassina (ITA) |
| 7 oktober Centraal-Europese Internationale Beker 1933-1935 № 181 «onderlinge duels» 15:00 uur (UTC+1) | György Sárosi 34', 47' Géza Toldi 84' |       | 17' Karl Zischek | Hungária Körúti Stadion, Boedapest Toeschouwers: 33.000 Scheidsrechter: Rinaldo Barlassina (ITA) |

|                                                                         |                                                                                |       |                                   |                                                                                  |
| 9 december Vriendschappelijk № 182 «onderlinge duels» 14:30 uur (UTC+1) | Italië                                                                         | 4 – 2 | Hongarije                         | Stadio San Siro, Milaan Toeschouwers: 45.000 Scheidsrechter: Alois Beranek (AUT) |
| 9 december Vriendschappelijk № 182 «onderlinge duels» 14:30 uur (UTC+1) | Enrique Guaita 27' Enrique Guaita 37' Giovanni Ferrari 63' Giuseppe Meazza 83' |       | 18' György Sárosi 39' István Avar | Stadio San Siro, Milaan Toeschouwers: 45.000 Scheidsrechter: Alois Beranek (AUT) |

|                                                                        |                                               |       |                                                      |                                                                                 |
| 16 december Vriendschappelijk № 183 «onderlinge duels» 14:30 uur (UTC) | Ierse Vrijstaat                               | 2 – 4 | Hongarije                                            | Dalymount Park, Dublin Toeschouwers: 25.000 Scheidsrechter: John Langenus (BEL) |
| 16 december Vriendschappelijk № 183 «onderlinge duels» 14:30 uur (UTC) | Joey Donnelly 36' Paddy Bermingham 62' (pen.) |       | 19', 85' István Avar 30' Jenő Vincze 86' Imre Markos | Dalymount Park, Dublin Toeschouwers: 25.000 Scheidsrechter: John Langenus (BEL) |

### 1935
|                                                                       | |       |                                 |                                                                              |
| 14 april Vriendschappelijk № 184 «onderlinge duels» 15:00 uur (UTC+1) | Zwitserland | 6 – 2 | Hongarije                       | Hardturm, Zürich Toeschouwers: 30.000 Scheidsrechter: Walter Lewington (ENG) |
| 14 april Vriendschappelijk № 184 «onderlinge duels» 15:00 uur (UTC+1) | Alfred Jaeck 8' Leopold Kielholz 21' Leopold Kielholz 35' André Abegglen 40' Leopold Kielholz 57' André Abegglen 63' |       | 59' László Cseh 59' László Cseh | Hardturm, Zürich Toeschouwers: 30.000 Scheidsrechter: Walter Lewington (ENG) |

|                                                                     |                                                                           |       |                                         |                                                                                   |
| 12 mei Vriendschappelijk № 185 «onderlinge duels» 17:00 uur (UTC+1) | Hongarije                                                                 | 6 – 3 | Oostenrijk                              | Üllői Út, Boedapest Toeschouwers: 32.000 Scheidsrechter: Rinaldo Barlassina (ITA) |
| 12 mei Vriendschappelijk № 185 «onderlinge duels» 17:00 uur (UTC+1) | Pál Titkos 5', 15' György Sárosi 7' György Sárosi 73', 76' Géza Toldi 80' |       | 17', 28' Karl Zischek 58' Karl Durspekt | Üllői Út, Boedapest Toeschouwers: 32.000 Scheidsrechter: Rinaldo Barlassina (ITA) |

|                                                                     |                         |       |           | |
| 19 mei Vriendschappelijk № 186 «onderlinge duels» 15:00 uur (UTC+1) | Frankrijk               | 2 – 0 | Hongarije | Stade olympique Yves-du-Manoir, Colombes Toeschouwers: 25.000 Scheidsrechter: Walter Lewington (ENG) |
| 19 mei Vriendschappelijk № 186 «onderlinge duels» 15:00 uur (UTC+1) | Roger Courtois 37', 72' |       |           | Stade olympique Yves-du-Manoir, Colombes Toeschouwers: 25.000 Scheidsrechter: Walter Lewington (ENG) |

| |                 |       |                   |                                                                                             |
| 22 september Centraal-Europese Internationale Beker 1933-1935 № 187 «onderlinge duels» 16:00 uur (UTC+1) | Hongarije       | 1 – 0 | Tsjecho-Slowakije | Hungária Körúti Stadion, Boedapest Toeschouwers: 22.000 Scheidsrechter: John Langenus (BEL) |
| 22 september Centraal-Europese Internationale Beker 1933-1935 № 187 «onderlinge duels» 16:00 uur (UTC+1) | Imre Markos 60' |       |                   | Hungária Körúti Stadion, Boedapest Toeschouwers: 22.000 Scheidsrechter: John Langenus (BEL) |

| |                                              |       |                                                     |                                                                                |
| 6 oktober Centraal-Europese Internationale Beker 1933-1935 № 188 «onderlinge duels» 14:30 uur (UTC+1) | Hongarije                                    | 4 – 4 | Oostenrijk                                          | Praterstadion, Wenen Toeschouwers: 40.000 Scheidsrechter: Karl Wunderlin (SUI) |
| 6 oktober Centraal-Europese Internationale Beker 1933-1935 № 188 «onderlinge duels» 14:30 uur (UTC+1) | Josef Bican 7', 11', 58' Leopold Hofmann 66' |       | 6' Géza Toldi 8', 30' Jenő Vincze 21' György Sárosi | Praterstadion, Wenen Toeschouwers: 40.000 Scheidsrechter: Karl Wunderlin (SUI) |

|                                                                          |                                                                            |       |                    |                                                                                   |
| 10 november Vriendschappelijk № 189 «onderlinge duels» 14:00 uur (UTC+1) | Hongarije                                                                  | 6 – 1 | Zwitserland        | Üllöi Ut, Boedapest Toeschouwers: 16.000 Scheidsrechter: Rinaldo Barlassina (ITA) |
| 10 november Vriendschappelijk № 189 «onderlinge duels» 14:00 uur (UTC+1) | László Cseh 21' Géza Toldi 39' Jenő Vincze 44', 90' György Sárosi 66', 82' |       | 72' André Abegglen | Üllöi Ut, Boedapest Toeschouwers: 16.000 Scheidsrechter: Rinaldo Barlassina (ITA) |

| |                          |       |                 |                                                                               |
| 24 november Centraal-Europese Internationale Beker 1933-1935 № 190 «onderlinge duels» 14:30 uur (UTC+1) | Italië                   | 2 – 2 | Hongarije       | Arena Civica, Milaan Toeschouwers: 26.000 Scheidsrechter: Hans Wüthrich (SUI) |
| 24 november Centraal-Europese Internationale Beker 1933-1935 № 190 «onderlinge duels» 14:30 uur (UTC+1) | Colaussi 69' Ferrari 70' |       | 43', 79' Sárosi | Arena Civica, Milaan Toeschouwers: 26.000 Scheidsrechter: Hans Wüthrich (SUI) |

### 1936
|                                                                       |                                                  |       |                                 |                                                                                            |
| 15 maart Vriendschappelijk № 191 «onderlinge duels» 15:30 uur (UTC+1) | Hongarije                                        | 3 – 2 | Duitsland                       | Hungária körúti stadion, Boedapest Toeschouwers: 35.000 Scheidsrechter: Gustav Krist (TCH) |
| 15 maart Vriendschappelijk № 191 «onderlinge duels» 15:30 uur (UTC+1) | Pál Titkos 14' László Cseh 53' György Sárosi 83' |       | 32' Adolf Urban 48' August Lenz | Hungária körúti stadion, Boedapest Toeschouwers: 35.000 Scheidsrechter: Gustav Krist (TCH) |

|                                                                      |                                       |       |                                                 |                                                                                    |
| 5 april Vriendschappelijk № 192 «onderlinge duels» 16:30 uur (UTC+1) | Oostenrijk                            | 3 – 5 | Hongarije                                       | Hohe Wartestadion, Wenen Toeschouwers: 40.000 Scheidsrechter: Lucien Leclerq (FRA) |
| 5 april Vriendschappelijk № 192 «onderlinge duels» 16:30 uur (UTC+1) | Karl Zischek 17' Josef Bican 46', 88' |       | 16', 23' László Cseh 35', 72', 87' Lipót Kállai | Hohe Wartestadion, Wenen Toeschouwers: 40.000 Scheidsrechter: Lucien Leclerq (FRA) |

|                                                                    |                                             |       |                                       |                                                                                            |
| 3 mei Vriendschappelijk № 193 «onderlinge duels» 15:00 uur (UTC+1) | Hongarije                                   | 3 – 3 | Ierse Vrijstaat                       | Hungária Körúti Stadion, Boedapest Toeschouwers: 15.000 Scheidsrechter: Julius Brüll (TCH) |
| 3 mei Vriendschappelijk № 193 «onderlinge duels» 15:00 uur (UTC+1) | György Sárosi 7', 48' (pen.) Ferenc Sas 75' |       | 12', 68' Jimmy Dunne 19' Joe O'Reilly | Hungária Körúti Stadion, Boedapest Toeschouwers: 15.000 Scheidsrechter: Julius Brüll (TCH) |

|                                                                     |                  |       |                                        |                                                                                         |
| 31 mei Vriendschappelijk № 194 «onderlinge duels» 16:00 uur (UTC+1) | Hongarije        | 1 – 2 | Italië                                 | Hidegkuti Nándorstadion, Boedapest Toeschouwers: .000 Scheidsrechter: Adolf Miesz (AUT) |
| 31 mei Vriendschappelijk № 194 «onderlinge duels» 16:00 uur (UTC+1) | József Turay 70' |       | 31' Piero Pasinati 77' Giuseppe Meazza | Hidegkuti Nándorstadion, Boedapest Toeschouwers: .000 Scheidsrechter: Adolf Miesz (AUT) |

|                                                                           |                                                         |       |                                            |                                                                               |
| 27 september Vriendschappelijk № 195 «onderlinge duels» 15:30 uur (UTC+1) | Hongarije                                               | 5 – 3 | Oostenrijk                                 | Üllői Út, Boedapest Toeschouwers: 25.000 Scheidsrechter: Lucien Leclerq (FRA) |
| 27 september Vriendschappelijk № 195 «onderlinge duels» 15:30 uur (UTC+1) | Géza Toldi 15', 29', 63' László Cseh 40' Pál Titkos 72' |       | 2' Franz Binder 27', 64' Matthias Sindelar | Üllői Út, Boedapest Toeschouwers: 25.000 Scheidsrechter: Lucien Leclerq (FRA) |

|                                                                        |                   |       |                                | |
| 4 oktober Vriendschappelijk № 196 «onderlinge duels» 15:30 uur (UTC+2) | Roemenië          | 1 – 2 | Hongarije                      | Stadionul Oficiul Național de Educație Fizică, Boekarest Toeschouwers: 35.000 Scheidsrechter: John Langenus (BEL) |
| 4 oktober Vriendschappelijk № 196 «onderlinge duels» 15:30 uur (UTC+2) | Silviu Bindea 24' |       | 65' Gyula Lázár 83' Géza Toldi | Stadionul Oficiul Național de Educație Fizică, Boekarest Toeschouwers: 35.000 Scheidsrechter: John Langenus (BEL) |

| |                                                                                                   |       |                              |                                                                                     |
| 18 oktober Centraal-Europese Internationale Beker 1936-1938 № 197 «onderlinge duels» 13:00 uur (UTC+1) | Tsjecho-Slowakije                                                                                 | 5 – 2 | Hongarije                    | Letenský Stadion, Praag Toeschouwers: 22.000 Scheidsrechter: Walter Lewington (ENG) |
| 18 oktober Centraal-Europese Internationale Beker 1936-1938 № 197 «onderlinge duels» 13:00 uur (UTC+1) | František Kloz 27' František Kloz 30' František Kloz 79' František Kloz 82' Vlastimil Kopecký 87' |       | 7' Pál Titkos 33' Géza Toldi | Letenský Stadion, Praag Toeschouwers: 22.000 Scheidsrechter: Walter Lewington (ENG) |

|                                                                       |                                                                           |       |                                 |                                                                            |
| 2 december Vriendschappelijk № 198 «onderlinge duels» 14:00 uur (UTC) | Engeland                                                                  | 6 – 2 | Hongarije                       | Highbury, Londen Toeschouwers: 36.000 Scheidsrechter: Lucien Leclerq (FRA) |
| 2 december Vriendschappelijk № 198 «onderlinge duels» 14:00 uur (UTC) | Eric Brook 25' Ted Drake 32', 43', 65' Cliff Britton 52' Raich Carter 87' |       | 29' László Cseh 48' Jenő Vincze | Highbury, Londen Toeschouwers: 36.000 Scheidsrechter: Lucien Leclerq (FRA) |

|                                                                       |                                        |       |                                               |                                                                                  |
| 6 december Vriendschappelijk № 199 «onderlinge duels» 14:30 uur (UTC) | Ierse Vrijstaat                        | 2 – 3 | Hongarije                                     | Dalymount Park, Dublin Toeschouwers: 27.000 Scheidsrechter: Harry Nattrass (ENG) |
| 6 december Vriendschappelijk № 199 «onderlinge duels» 14:30 uur (UTC) | Willie Fallon 20' Tom Davis 72' (pen.) |       | 37' Pál Titkos 38' László Cseh 48' Géza Toldi | Dalymount Park, Dublin Toeschouwers: 27.000 Scheidsrechter: Harry Nattrass (ENG) |

### 1937
| |                  |       |                                                                  |                                                                                      |
| 11 april Centraal-Europese Internationale Beker 1936-1938 № 200 «onderlinge duels» 15:00 uur (UTC+1) | Zwitserland      | 1 – 5 | Hongarije                                                        | Sportanlagen Rankhof, Bazel Toeschouwers: 16.000 Scheidsrechter: John Langenus (BEL) |
| 11 april Centraal-Europese Internationale Beker 1936-1938 № 200 «onderlinge duels» 15:00 uur (UTC+1) | Georges Aeby 58' |       | 26' György Sárosi 41', 61', 71' Gyula Zsengellér 77' János Dudás | Sportanlagen Rankhof, Bazel Toeschouwers: 16.000 Scheidsrechter: John Langenus (BEL) |

| |                         |       |           | |
| 25 april Centraal-Europese Internationale Beker 1936-1938 № 201 «onderlinge duels» 15:30 uur (UTC+1) | Italië                  | 2 – 0 | Hongarije | Stadio Municipale Benito Mussolini, Turijn Toeschouwers: 28.000 Scheidsrechter: William Bangerter (SUI) |
| 25 april Centraal-Europese Internationale Beker 1936-1938 № 201 «onderlinge duels» 15:30 uur (UTC+1) | Colaussi 33' Frossi 81' |       |           | Stadio Municipale Benito Mussolini, Turijn Toeschouwers: 28.000 Scheidsrechter: William Bangerter (SUI) |

|                                                                    |                 |       |                   |                                                                                                  |
| 9 mei Vriendschappelijk № 202 «onderlinge duels» 17:00 uur (UTC+1) | Hongarije       | 1 – 1 | Joegoslavië       | Hungária Körúti Stadion, Boedapest Toeschouwers: 16.000 Scheidsrechter: Rinaldo Barlassina (ITA) |
| 9 mei Vriendschappelijk № 202 «onderlinge duels» 17:00 uur (UTC+1) | László Cseh 60' |       | 42' August Lešnik | Hungária Körúti Stadion, Boedapest Toeschouwers: 16.000 Scheidsrechter: Rinaldo Barlassina (ITA) |

|                                                                     |                               |       |                      |                                                                              |
| 23 mei Vriendschappelijk № 203 «onderlinge duels» 18:00 uur (UTC+1) | Hongarije                     | 2 – 2 | Oostenrijk           | Üllői Út, Boedapest Toeschouwers: 17.000 Scheidsrechter: John Langenus (BEL) |
| 23 mei Vriendschappelijk № 203 «onderlinge duels» 18:00 uur (UTC+1) | Ferenc Sas 2' László Cseh 85' |       | 13', 45' Hans Pesser | Üllői Út, Boedapest Toeschouwers: 17.000 Scheidsrechter: John Langenus (BEL) |

| |                                                                      |       |                                                   |                                                                                            |
| 19 september Centraal-Europese Internationale Beker 1936-1938 № 204 «onderlinge duels» 16:00 uur (UTC+1) | Hongarije                                                            | 8 – 3 | Tsjecho-Slowakije                                 | Hungária Körúti Stadion, Boedapest Toeschouwers: 27.000 Scheidsrechter: Peco Bauwens (GER) |
| 19 september Centraal-Europese Internationale Beker 1936-1938 № 204 «onderlinge duels» 16:00 uur (UTC+1) | Gyula Zsengellér 15' György Sárosi 34', 51', 60', 62', 77', 80', 85' |       | 21' Jan Riha 26' Oldřich Rulc 65' Oldřich Nejedlý | Hungária Körúti Stadion, Boedapest Toeschouwers: 27.000 Scheidsrechter: Peco Bauwens (GER) |

| |                 |       |                                   |                                                                                |
| 10 oktober Centraal-Europese Internationale Beker 1936-1938 № 205 «onderlinge duels» 15:30 uur (UTC+1) | Oostenrijk      | 1 – 2 | Hongarije                         | Praterstadion, Wenen Toeschouwers: 44.000 Scheidsrechter: Charles Argent (ENG) |
| 10 oktober Centraal-Europese Internationale Beker 1936-1938 № 205 «onderlinge duels» 15:30 uur (UTC+1) | Josef Stroh 76' |       | 21' György Sárosi 78' László Cseh | Praterstadion, Wenen Toeschouwers: 44.000 Scheidsrechter: Charles Argent (ENG) |

| |                                 |       |             |                                                                             |
| 14 november Centraal-Europese Internationale Beker 1936-1938 № 206 «onderlinge duels» 14:00 uur (UTC+1) | Hongarije                       | 2 – 0 | Zwitserland | Üllöi Ut, Boedapest Toeschouwers: 12.000 Scheidsrechter: Mika Popović (YOG) |
| 14 november Centraal-Europese Internationale Beker 1936-1938 № 206 «onderlinge duels» 14:00 uur (UTC+1) | György Sárosi 3' Géza Toldi 74' |       |             | Üllöi Ut, Boedapest Toeschouwers: 12.000 Scheidsrechter: Mika Popović (YOG) |

### 1938
|                                                                      |                                                                            |       |           | |
| 9 januari Vriendschappelijk № 207 «onderlinge duels» 15:00 uur (UTC) | Portugal                                                                   | 4 – 0 | Hongarije | Estádio José Manuel Soares, Lissabon Toeschouwers: 10.000 Scheidsrechter: Georges Capdeville (FRA) |
| 9 januari Vriendschappelijk № 207 «onderlinge duels» 15:00 uur (UTC) | Guilherme Espírito Santo 14' João Cruz 15' Manuel Soeiro 48' João Cruz 72' |       |           | Estádio José Manuel Soares, Lissabon Toeschouwers: 10.000 Scheidsrechter: Georges Capdeville (FRA) |

|                                                                       |           |                                                                                        |           |                                                                                   |
| 16 januari Vriendschappelijk № 208 «onderlinge duels» 14:15 uur (UTC) | Luxemburg | 0 – 6                                                                                  | Hongarije | Stade Municipal, Luxemburg Toeschouwers: 4.500 Scheidsrechter: Peco Bauwens (GER) |
| 16 januari Vriendschappelijk № 208 «onderlinge duels» 14:15 uur (UTC) |           | 13', 59', 82' Lajos Szendrődi 73' Lipót Kállai 75' Gyula Zsengellér 80' István Miklósi |           | Stade Municipal, Luxemburg Toeschouwers: 4.500 Scheidsrechter: Peco Bauwens (GER) |

|                                                                       |                   |       |                |                                                                                               |
| 20 maart Vriendschappelijk № 209 «onderlinge duels» 14:30 uur (UTC+1) | Duitsland         | 1 – 1 | Hongarije      | Stadion der Hitlerjugend, Neurenberg Toeschouwers: 53.000 Scheidsrechter: John Langenus (BEL) |
| 20 maart Vriendschappelijk № 209 «onderlinge duels» 14:30 uur (UTC+1) | Otto Siffling 29' |       | 49' Géza Toldi | Stadion der Hitlerjugend, Neurenberg Toeschouwers: 53.000 Scheidsrechter: John Langenus (BEL) |

|                                                                          |                                                                                                 |        |                     |                                                                                             |
| 25 maart WK 1938 kwalificatie № 210 «onderlinge duels» 15:00 uur (UTC+1) | Hongarije                                                                                       | 11 – 1 | Griekenland         | Hungária Körúti Stadion, Boedapest Toeschouwers: 14.000 Scheidsrechter: Denis Xifando (ROU) |
| 25 maart WK 1938 kwalificatie № 210 «onderlinge duels» 15:00 uur (UTC+1) | Gyula Zsengellér 14', 23' (pen.) Pál Titkos 17', 65' Jenő Vincze 26' József Nemes 36', 40', 51' |        | 89' Lefteris Makris | Hungária Körúti Stadion, Boedapest Toeschouwers: 14.000 Scheidsrechter: Denis Xifando (ROU) |

| Wereldkampioenschap voetbal 1938 |
| -------------------------------- |

|                                                                          |                                                         |       |                  |                                                                               |
| 5 juni WK 1938 Achtste finale № 211 «onderlinge duels» 17:00 uur (UTC+1) | Hongarije                                               | 6 – 0 | Nederlands-Indië | Stade Municipal, Reims Toeschouwers: 9.091 Scheidsrechter: Roger Conrié (FRA) |
| 5 juni WK 1938 Achtste finale № 211 «onderlinge duels» 17:00 uur (UTC+1) | Kohut 14' Toldi 16' Sárosi 25', 88' Zsengellér 30', 67' |       |                  | Stade Municipal, Reims Toeschouwers: 9.091 Scheidsrechter: Roger Conrié (FRA) |

|                                                                        |                                        |       |             |                                                                                             |
| 12 juni WK 1938 Kwartfinale № 212 «onderlinge duels» 17:00 uur (UTC+1) | Hongarije                              | 2 – 0 | Zwitserland | Stade Victor Boucquey, Rijsel Toeschouwers: 15.000 Scheidsrechter: Rinaldo Barlassina (ITA) |
| 12 juni WK 1938 Kwartfinale № 212 «onderlinge duels» 17:00 uur (UTC+1) | György Sárosi 43' Gyula Zsengellér 90' |       |             | Stade Victor Boucquey, Rijsel Toeschouwers: 15.000 Scheidsrechter: Rinaldo Barlassina (ITA) |

|                                                                         | |       |                |                                                                                    |
| 16 juni WK 1938 Halve finale № 213 «onderlinge duels» 18:00 uur (UTC+1) | Hongarije                                                                                            | 5 – 1 | Zweden         | Parc des Princes, Parijs Toeschouwers: 20.155 Scheidsrechter: Lucien Leclerq (FRA) |
| 16 juni WK 1938 Halve finale № 213 «onderlinge duels» 18:00 uur (UTC+1) | Sven Jacobsson 19' (e.d.) Pál Titkos 37' Gyula Zsengellér 39' György Sárosi 67' Gyula Zsengellér 85' |       | 1' Arne Nyberg | Parc des Princes, Parijs Toeschouwers: 20.155 Scheidsrechter: Lucien Leclerq (FRA) |

|                                                                   |                      |       |                                 |                                                                                                   |
| 19 juni WK 1938 Finale № 214 «onderlinge duels» 17:00 uur (UTC+1) | Hongarije            | 2 – 4 | Italië                          | Stade Olympique de Colombes, Parijs Toeschouwers: 45.124 Scheidsrechter: Georges Capdeville (FRA) |
| 19 juni WK 1938 Finale № 214 «onderlinge duels» 17:00 uur (UTC+1) | Titkos 8' Sárosi 70' |       | Colaussi 6', 35' Piola 16', 82' | Stade Olympique de Colombes, Parijs Toeschouwers: 45.124 Scheidsrechter: Georges Capdeville (FRA) |

|  |  |  |  |  |  |  |  |  |

|                                                                       |                                                   |       |                          |                                                                               |
| 7 december Vriendschappelijk № 215 «onderlinge duels» 15:00 uur (UTC) | Schotland                                         | 3 – 1 | Hongarije                | Ibrox Park, Glasgow Toeschouwers: 23.000 Scheidsrechter: Harry Nattrass (ENG) |
| 7 december Vriendschappelijk № 215 «onderlinge duels» 15:00 uur (UTC) | Tommy Walker 19' Andy Black 26' Torry Gillick 29' |       | 72' (pen.) György Sárosi | Ibrox Park, Glasgow Toeschouwers: 23.000 Scheidsrechter: Harry Nattrass (ENG) |

### 1939
|                                                                             |                                          |       |                                        |                                                                                   |
| 26 februari Vriendschappelijk № 216 «onderlinge duels» 14:30 uur (UTC+0:20) | Nederland                                | 3 – 2 | Hongarije                              | Stadion de Kuip, Rotterdam Toeschouwers: 26.000 Scheidsrechter: Laurie Dale (ENG) |
| 26 februari Vriendschappelijk № 216 «onderlinge duels» 14:30 uur (UTC+0:20) | Leen Vente 38', 46' Bertus de Harder 80' |       | 6' Gyula Zsengellér 78' László Gyetvai | Stadion de Kuip, Rotterdam Toeschouwers: 26.000 Scheidsrechter: Laurie Dale (ENG) |

|                                                                     |                                        |       |                         |                                                                                      |
| 16 maart Vriendschappelijk № 217 «onderlinge duels» 15:00 uur (UTC) | Frankrijk                              | 2 – 2 | Hongarije               | Parc des Princes, Parijs Toeschouwers: 27.367 Scheidsrechter: Walter Lewington (ENG) |
| 16 maart Vriendschappelijk № 217 «onderlinge duels» 15:00 uur (UTC) | Larbi Benbarek 15' Oscar Heisserer 87' |       | 17', 56' István Kiszely | Parc des Princes, Parijs Toeschouwers: 27.367 Scheidsrechter: Walter Lewington (ENG) |

|                                                                     |                                     |       |                                         |                                                                                   |
| 19 maart Vriendschappelijk № 218 «onderlinge duels» 19:00 uur (UTC) | Ierland                             | 2 – 2 | Hongarije                               | The Mardyke Arena, Cork Toeschouwers: 12.000 Scheidsrechter: Harry Nattrass (ENG) |
| 19 maart Vriendschappelijk № 218 «onderlinge duels» 19:00 uur (UTC) | Paddy Bradshaw 14' Johnny Carey 87' |       | 35' Gyula Zsengellér 50' Ferenc Kolláth | The Mardyke Arena, Cork Toeschouwers: 12.000 Scheidsrechter: Harry Nattrass (ENG) |

|                                                                      |                                                    |       |                 |                                                                               |
| 2 april Vriendschappelijk № 219 «onderlinge duels» 15:00 uur (UTC+1) | Zwitserland                                        | 3 – 1 | Hongarije       | Hardturm, Zürich Toeschouwers: 17.000 Scheidsrechter: Raffaele Scorzoni (ITA) |
| 2 april Vriendschappelijk № 219 «onderlinge duels» 15:00 uur (UTC+1) | Georges Aeby 43' Paul Aeby 74' Genia Walaschek 80' |       | 54' Károly Déri | Hardturm, Zürich Toeschouwers: 17.000 Scheidsrechter: Raffaele Scorzoni (ITA) |

|                                                                     |                         |       |                           |                                                                                            |
| 18 mei Vriendschappelijk № 220 «onderlinge duels» 18:00 uur (UTC+1) | Hongarije               | 2 – 2 | Ierland                   | Hungária Körúti Stadion, Boedapest Toeschouwers: 18.000 Scheidsrechter: Peco Bauwens (GER) |
| 18 mei Vriendschappelijk № 220 «onderlinge duels» 18:00 uur (UTC+1) | Ferenc Kolláth 41', 86' |       | 53', 80' Kevin O'Flanagan | Hungária Körúti Stadion, Boedapest Toeschouwers: 18.000 Scheidsrechter: Peco Bauwens (GER) |

|                                                                     |                    |       |                                                     |                                                                                        |
| 8 juni Vriendschappelijk № 221 «onderlinge duels» 16:00 uur (UTC+1) | Hongarije          | 1 – 3 | Italië                                              | Üllői úti stadion, Boedapest Toeschouwers: 36.000 Scheidsrechter: Tommy Thompson (ENG) |
| 8 juni Vriendschappelijk № 221 «onderlinge duels» 16:00 uur (UTC+1) | István Kiszely 77' |       | 2' Silvio Piola 59' Gino Colaussi 65' Gino Colaussi | Üllői úti stadion, Boedapest Toeschouwers: 36.000 Scheidsrechter: Tommy Thompson (ENG) |

|                                                                          |                                                                                             |       |                                      | |
| 27 augustus Vriendschappelijk № 222 «onderlinge duels» 16:30 uur (UTC+1) | Polen                                                                                       | 4 – 2 | Hongarije                            | Stadion Wojska Polskiego imienia Marszałka Józefa Piłsudskiego, Warschau Toeschouwers: 21.000 Scheidsrechter: Esko Pekonen (FIN) |
| 27 augustus Vriendschappelijk № 222 «onderlinge duels» 16:30 uur (UTC+1) | Ernest Wilimowski 33' Ernest Wilimowski 62' Ernest Wilimowski 75' Leonard Piątek 74' (pen.) |       | 14' Gyula Zsengellér 28' Sándor Ádám | Stadion Wojska Polskiego imienia Marszałka Józefa Piłsudskiego, Warschau Toeschouwers: 21.000 Scheidsrechter: Esko Pekonen (FIN) |

|                                                                           |                                                                                                 |       |                  |                                                                                 |
| 24 september Vriendschappelijk № 223 «onderlinge duels» 15:30 uur (UTC+1) | Hongarije                                                                                       | 5 – 1 | Duitsland        | Üllői út, Boedapest Toeschouwers: 25.000 Scheidsrechter: Generoso Dattilo (ITA) |
| 24 september Vriendschappelijk № 223 «onderlinge duels» 15:30 uur (UTC+1) | Mihály Kincses 5' Gyula Zsengellér 8' Gyula Zsengellér 51' Gyula Zsengellér 73' János Dudás 79' |       | 38' Ernst Lehner | Üllői út, Boedapest Toeschouwers: 25.000 Scheidsrechter: Generoso Dattilo (ITA) |

|                                                                         |                       |       |                 | |
| 22 oktober Vriendschappelijk № 224 «onderlinge duels» 15:30 uur (UTC+2) | Roemenië              | 1 – 1 | Hongarije       | Stadionul Oficiul Național de Educație Fizică, Boekarest Toeschouwers: 32.000 Scheidsrechter: Generoso Dattilo (ITA) |
| 22 oktober Vriendschappelijk № 224 «onderlinge duels» 15:30 uur (UTC+2) | Francisc Spielman 78' |       | 74' Mátyás Tóth | Stadionul Oficiul Național de Educație Fizică, Boekarest Toeschouwers: 32.000 Scheidsrechter: Generoso Dattilo (ITA) |

|                                                                          |             |                                   |           |                                                                                |
| 12 november Vriendschappelijk № 225 «onderlinge duels» 14:00 uur (UTC+1) | Joegoslavië | 0 – 2                             | Hongarije | Stadion BSK, Belgrado Toeschouwers: 18.000 Scheidsrechter: Hans Wüthrich (SUI) |
| 12 november Vriendschappelijk № 225 «onderlinge duels» 14:00 uur (UTC+1) |             | 28' György Sárosi 72' Mátyás Tóth |           | Stadion BSK, Belgrado Toeschouwers: 18.000 Scheidsrechter: Hans Wüthrich (SUI) |

MLSZ · A-internationals · Selecties · Bondscoaches · Hongaars vrouwenelftal · Olympisch elftal · Hongarije U21 · Hongarije U20 · Hongarije U19 · Hongarije U18 · Hongarije U17 · Hongarije U16
1902 – 1919 · 
1920 – 1929 · 
1930 – 1939 · 
1940 – 1949 · 
1950 – 1959 · 
1960 – 1969 · 
1970 – 1979 · 
1980 – 1989 · 
1990 – 1999 · 
2000 – 2009 · 
2010 – 2019 ·
2020 − 2029
EK's:
1964 · 
1972 · 
2016 ·
2020 ·
2024
WK's:
1934 · 
1938 · 
1954 · 
1958 · 
1962 · 
1966 · 
1978 · 
1982 · 
1986
OS:
1912 · 
1924 · 
1936 · 
1952 · 
1960 · 
1964 · 
1968 · 
1972 · 
1996
1902 · 
1903 · 
1904 · 
1905 · 
1906 · 
1907 · 
1908 · 
1909 · 
1910 · 
1911 · 
1912 · 
1913 · 
1914 · 
1915 · 
1916 · 
1917 · 
1918 · 
1919 · 
1920 · 
1921 · 
1922 · 
1923 · 
1924 · 
1925 · 
1926 · 
1927 · 
1928 · 
1929 · 
1930 · 
1931 · 
1932 · 
1933 · 
1934 · 
1935 · 
1936 · 
1937 · 
1938 · 
1939 · 
1940 · 
1941 · 
1942 · 
1943 · 
1944 · 
1945 · 
1946 · 
1947 · 
1948 · 
1949 · 
1950 · 
1952 · 
1952 · 
1953 · 
1954 · 
1955 · 
1956 · 
1957 · 
1958 · 
1959 · 
1960 · 
1961 · 
1962 · 
1963 · 
1964 · 
1965 · 
1966 · 
1967 · 
1968 · 
1969 · 
1970 · 
1971 · 
1972 · 
1973 · 
1974 · 
1975 · 
1976 · 
1977 · 
1978 · 
1979 · 
1980 · 
1981 · 
1982 · 
1983 · 
1984 · 
1985 · 
1986 · 
1987 · 
1988 · 
1989 · 
1990 · 
1991 · 
1992 · 
1993 · 
1994 · 
1995 · 
1996 · 
1997 · 
1998 · 
1999 · 
2000 · 
2001 · 
2002 · 
2003 · 
2004 · 
2005 · 
2006 · 
2007 · 
2008 · 
2009 · 
2010 · 
2011 · 
2012 · 
2013 · 
2014 · 
2015 ·
2016 ·
2017 ·
2018 ·
2019 ·
2020 ·
2021 ·
2022 ·
2023 ·
2024
Albanië ·
Algerije ·
Andorra · 
Antigua en Barbuda ·
Argentinië ·
Armenië ·
Australië ·
Azerbeidzjan ·
België ·
Bohemen ·
Bolivia ·
Bosnië en Herzegovina ·
Brazilië ·
Bulgarije ·
Canada ·
Chili ·
China ·
Colombia ·
Costa Rica ·
Cyprus ·
Denemarken ·
DDR ·
Duitsland ·
Egypte ·
El Salvador ·
Engeland ·
Estland ·
Faeröer ·
Finland ·
Frankrijk ·
Georgië ·
Griekenland ·
Ierland ·
IJsland ·
India ·
Iran ·
Israël ·
Italië ·
Ivoorkust ·
Japan ·
Joegoslavië ·
Jordanië ·
Kazachstan · 
Koeweit ·
Kosovo · 
Kroatië ·
Letland ·
Libanon ·
Liechtenstein ·
Litouwen ·
Luxemburg ·
Malta ·
Mexico ·
Moldavië ·
Montenegro ·
Nederland ·
Nederlands-Indië ·
Nieuw-Zeeland ·
Noord-Ierland ·
Noord-Macedonië ·
Noorwegen ·
Oekraïne ·
Oostenrijk ·
Paraguay ·
Peru ·
Polen ·
Portugal ·
Qatar ·
Roemenië ·
Rusland ·
San Marino ·
Saoedi-Arabië ·
Schotland ·
Servië ·
Slovenië ·
Slowakije ·
Sovjet-Unie ·
Spanje ·
Tsjechië ·
Tsjecho-Slowakije ·
Turkije ·
Uruguay ·
Verenigde Arabische Emiraten ·
Verenigde Staten ·
Verenigd Koninkrijk ·
Wales ·
Wit-Rusland ·
Zuid-Korea ·
Zweden ·
Zwitserland
Brazilië (1954) · 
Duitsland (2021) ·
Frankrijk (2021) · 
IJsland (2016) · 
Italië (1938) · 
Oostenrijk (2016) · 
Portugal (2021) · 
West-Duitsland (1954, 2)
België · Bulgarije · Denemarken · Duitsland · Engeland · Estland · Finland · Frankrijk · Griekenland · Hongarije · Ierland · Israël · Italië · Joegoslavië · Letland · Litouwen · Luxemburg · Nederland · Noord-Ierland · Noorwegen · Oostenrijk · Polen · Portugal · Roemenië · Schotland · Spanje · Tsjecho-Slowakije · Turkije · Wales · Zweden · Zwitserland